# پاریده گریلو
پاریده گریلو (ایتالیایی: Paride Grillo؛ زادهٔ ۲۳ مارس ۱۹۸۲) دوچرخه‌سوار اهل ایتالیا است. وی در مسابقات جیرو دیتالیا شرکت کرده است.